# Mabea glaziovii
Mabea glaziovii är en törelväxtart som beskrevs av Ferdinand Albin Pax och Käthe Hoffmann. Mabea glaziovii ingår i släktet Mabea och familjen törelväxter. Inga underarter finns listade i Catalogue of Life.